# 安條克一世 (科馬基尼)

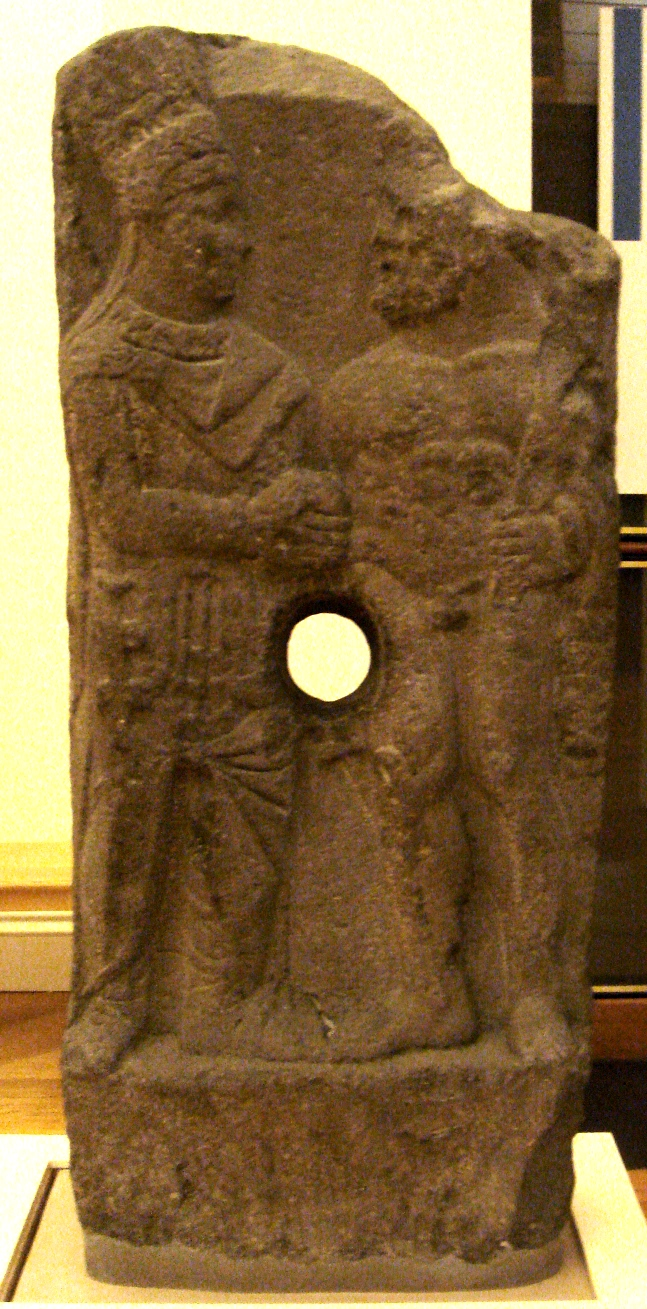
安條一世與赫拉克勒斯握手像（現存於大英博物館）

安條克一世（希臘語：о Αντίοχος Θεός Δίκαιος Επιφανής Φιλορωμαίος Φιλέλλην, 約前86年—前38年, 前70年－前38年在位），是科馬基尼王國（位於現今土耳其東南部）最著名的國王。 

## 家庭及世系
就目前所知，安條克一世是科馬基尼王國米特里達梯一世與勞廸絲七世（Laodice VII）唯一的兒子，因此他同時兼有帕提亞及希臘血統。他父親米特里達梯是前國王薩姆斯二世之子，其母不詳。根據內姆魯特達格陵墓的銘文碎片，考古學家發現米特里達梯的祖先是波斯國王大流士一世的後裔。 
安條克的母親勞迪絲是本自塞琉西帝國的一名敘利亞的希臘公主。她父親是敍利亞希臘國王安條克八世，母親特里菲娜（Tryphaena）是希臘托勒密王朝公主及後來的敘利亞王后。安條克因此是第一位希臘敍利亞國王塞琉古一世及埃及第一位希臘法老王托勒密一世的後裔。他這兩位祖先同為古希臘國王馬其頓的亞歷山大帝底下的將領。安條克父母的婚姻其實是兩王國的和平結盟下所締成的，他父親亦因此受希臘文化所薰陶。公元前70年米特里達梯死後，安條克繼任為科馬基尼國王。

## 與羅馬人的關係
當羅馬共和國以外交手腕吞併安那托利亞領土時，安條克都能保持科馬基尼獨立於羅馬。安條克首次出現於古文獻是當羅馬將軍Lucullus在公元前69年進軍大亞美尼亞國王提格蘭大帝時。 
當龐培將軍在公元前64年成功入侵敘利亞時，安條克與龐培講和，并與龐培結成聯盟。公元前51年當昆图斯·图利乌斯·西塞罗任奇里乞亞總督時，安條克提供給西塞羅有關帕提亞人動向的情報。在凱撒與龐培內戰時，安條克提供軍隊給龐培。
公元前38年，羅馬馬克·安東尼的將領巴蘇（Publius Ventidius Bassus）在征服帕提亞之後，要向安條克宣戰，兩人都垂涎於科馬基尼的寶藏和財富。當二人正要宣報圍攻科馬基尼及其首都撒摩撒他時，安條克又與二人講和。

## 內姆魯特達格
安條克以他在內姆魯特達格（意即內姆魯特山）的宗教聖殿知名於世。在他當國王之時，他為自己創立了王室膜拜儀式作為他死後的禮拜。他受到激發而以希臘式的瑣羅亞斯德教創立自己的膜拜儀式。他留下大量希臘銘文揭示他宗教的很多觀點及解釋他所作的目的。他在其中一篇銘文中說，他的陵墓豎立在高而神聖之地，要遠離同人而應接近眾天神，且與天神並列。他要他的屍體永世保存。他所崇拜的神融合了希臘及波斯神祇，有些神祇是人格化了的太陽、月亮和行星。神像受波斯和希臘的影響，衣服、頭飾和龐大外形受波斯影響，而塑像則受希臘影響，神祇具有希臘特色與風格。
安條克實行一種現今難明的占星學，奠下曆法改革的基礎。他將當時以月球運行為基礎的「科馬基尼年」連結到古埃及曆法的「天狗周期」（Sothic Cycle）。可見安條克縱使不是「赫密斯神智學」（Hermeticism）的始創人也必對此瞭如指掌。
安條克式的赫密斯神智學被埋藏地下，他的墓穴以宗教慶典活動的格局建築。安條克每月有兩個慶典：每月八日慶祝他的生日及每月十六日慶祝他的加冕。他會為這些活動撥出經費。
祭師們穿著傳統的波斯袍，及以金冠裝飾肖像作為對祖先的崇拜。祭師們會在祭壇上放置香、香草及祭品。當有卓越的人物逝世時，所有的市民及駐守的軍人都會獲邀参加表揚他的宴會。在筵席上不容許有悲傷的情懷，祭師們頒令人們要盡情吃喝享受。在這一天的歡慶中容許人們喝酒，而亦備有酒水供人享用。安條克首創在宴會中由女樂師演奏。在1883年被德國考古學家發之，安條克的陵墓一直被人遺忘了多個世紀。
根據所發現的銘文，安條克似乎是一個寬宏大量的人。在王國的另一城市阿尔萨梅亚發現王宮的遺跡，該王宮名為Eski Vale或舊城堡。在阿尔萨梅亚，安條克遺留下大批記載著他的治理大綱及如何優化該城市的希臘銘文。

## 子嗣
安條克的妻子不詳，但他有三名孩子。兒子米特里達梯二世在公元前38年安條克死時繼承王位；另有一兒子安條克二世於公元前29年被羅馬皇帝奧古斯都下令處死；女兒（名字不詳）嫁與帕提亞國王奧羅德斯二世。

## 參看
- 科馬基尼王國
- 內姆魯特達格

## 外部連結
- Encyclopaedia Iranica - Commagene （页面存档备份，存于）（英文）

| 前任： 米特里达梯一世 | 科馬基尼王國 前70年－前38年 | 繼任： 米特里达梯二世 |